# Liste der Biografien/Herv
Liste der Biografien |
Portal Biografien |
Personensuche
# |
A |
B |
C |
D |
E |
F |
G |
H |
I |
J |
K |
L |
M |
N |
O |
P |
Q |
R |
S |
T |
U |
V |
W |
X |
Y |
Z |
?
 
Ha |
Hd |
He |
Hi |
Hj |
Hk |
Hl |
Hm |
Hn |
Ho |
Hr |
Hs |
Ht |
Hu |
Hv |
Hw |
Hy
 
Hea |
Heb |
Hec |
Hed |
Hee |
Hef |
Heg |
Heh |
Hei |
Hej |
Hek |
Hel |
Hem |
Hen |
Heo |
Hep |
Heq |
Her |
Hes |
Het |
Heu |
Hev |
Hew |
Hex |
Hey |
Hez
 
Hera |
Herb |
Herc |
Herd |
Here |
Herf |
Herg |
Herh |
Heri |
Herj |
Herk |
Herl |
Herm |
Hern |
Hero |
Herp |
Herq |
Herr |
Hers |
Hert |
Heru |
Herv |
Herw |
Herx |
Hery |
Herz
Die Liste der Biografien führt alle Personen auf, die in der deutschsprachigen Wikipedia einen Artikel haben. Dieses ist eine Teilliste mit 42 Einträgen von Personen, deren Namen mit den Buchstaben „Herv“ beginnt.

## Herv

### Herva
- Hervalet, Yves (1949–2008), französischer Autorennfahrer
- Hervás y Panduro, Lorenzo (1735–1809), spanischer Jesuit
- Hervás, Blanca (* 2002), spanische Sprinterin
- Hervás, Manu (* 1986), spanischer Fußballspieler
- Hervay von Kirchberg, Franz (1870–1904), österreichischer Bezirkshauptmann
- Hervay, Levente (1919–2016), ungarischer Zisterziensermönch und Kirchenhistoriker sowie Bibliothekar und Bibliograph

### Herve
- Hervé, Heiliger der Bretagne
- Hervé (1825–1892), französischer Komponist
- Hervé IV., Herr von Donzy, Graf von Nevers
- Hervé Phrangopoulos, normannischer Söldner in byzantinischen Diensten
- Hervé, Antoine (* 1959), französischer Komponist und Pianist
- Hervé, Cédric (* 1979), französischer Radrennfahrer
- Hervé, Edmond (* 1942), französischer Politiker (PS), Mitglied der Nationalversammlung
- Hervé, Édouard (1835–1899), französischer Journalist und Mitglied der Académie française
- Hervé, Florence (* 1944), deutsch-französische Journalistin und FrauenrechtlerinFlorence Hervé (* 1944)

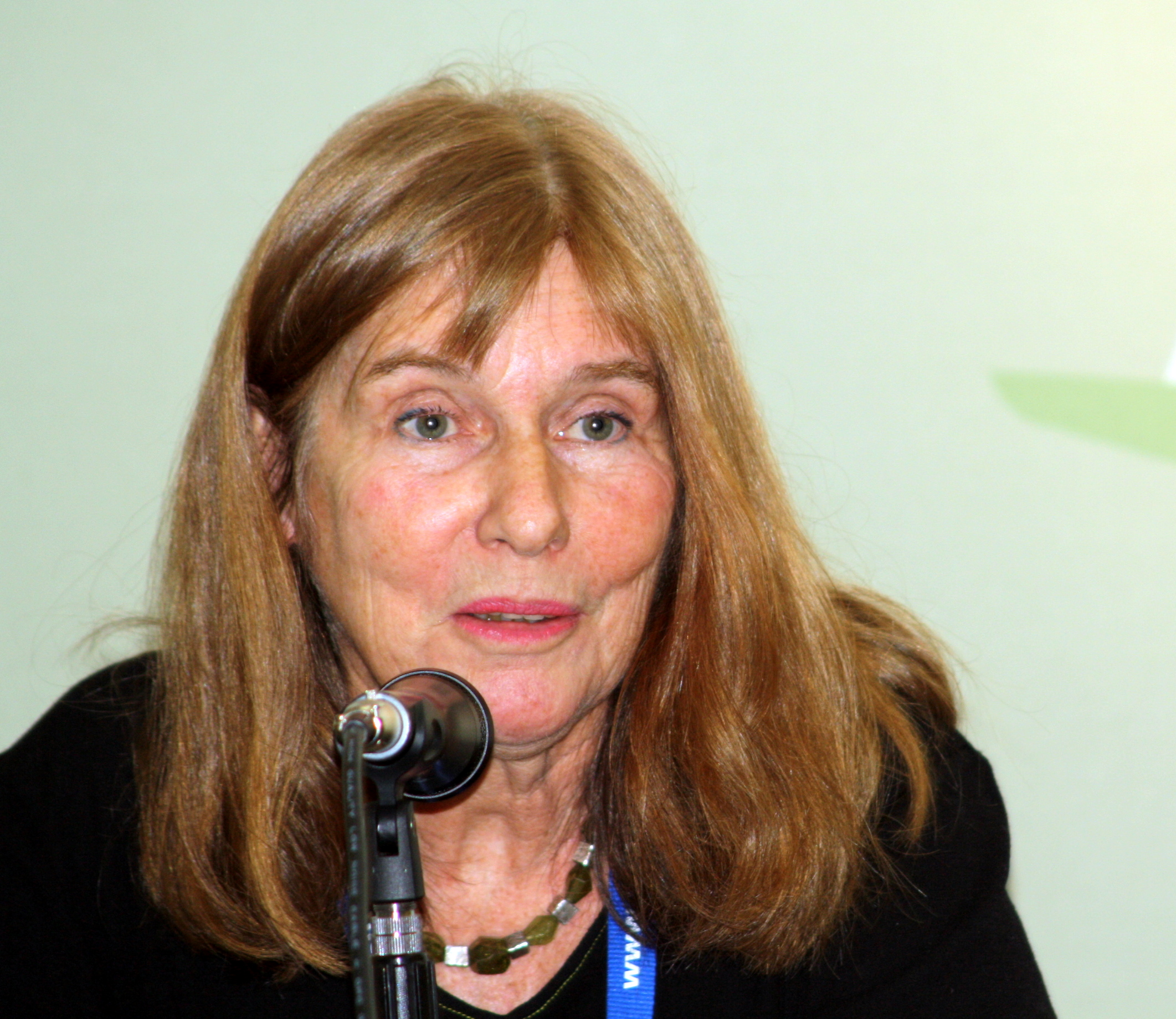
Florence Hervé (* 1944)

- Hervé, Gustave (1871–1944), französischer Publizist und Politiker
- Hervé, Jean (1884–1966), französischer Rugbyspieler
- Hervé, Jules-René (1887–1981), französischer Maler des Impressionismus
- Hervé, Lucien (1910–2007), französischer Fotograf
- Hervé, Michel (1921–2011), französischer Mathematiker
- Hervé, Pascal (1964–2024), französischer Radrennfahrer
- Hervelle, Axel (* 1983), belgischer Basketballspieler
- Hervelois, Louis de Caix d’ (1680–1759), französischer Komponist und Gambist
- Hervey de Donodei, schottischer Geistlicher
- Hervey de Saint-Denys, Léon d’ (1822–1892), französischer Schriftsteller und Sinologe
- Hervey, Augustus, 3. Earl of Bristol (1724–1779), britischer Marineoffizier und Politiker
- Hervey, Elizabeth (1758–1824), britische Adlige
- Hervey, Frederick, 4. Earl of Bristol (1730–1803), britischer Bischof, Kunstliebhaber und Exzentriker
- Hervey, Frederick, 8. Marquess of Bristol (* 1979), britischer Adliger
- Hervey, Herbert, 5. Marquess of Bristol (1870–1960), britischer Adliger und Diplomat
- Hervey, Irene (1909–1998), US-amerikanische Schauspielerin
- Hervey, Jason (* 1972), US-amerikanischer FilmschauspielerJason Hervey (* 1972)

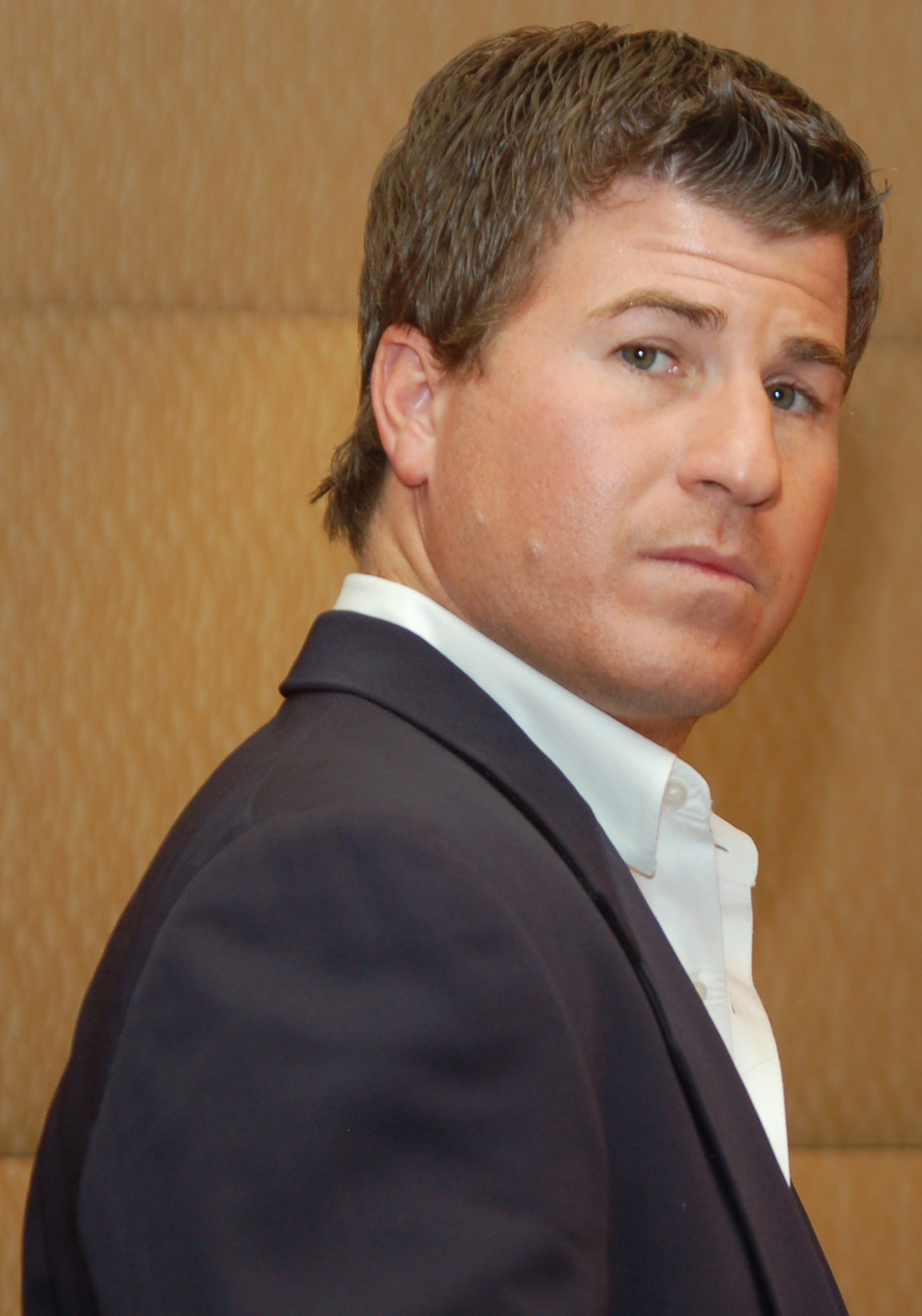
Jason Hervey (* 1972)

- Hervey, John, 2. Baron Hervey (1696–1743), britischer Peer und Politiker
- Hervey, Mademoiselle (1778–1864), französische Schauspielerin

### Hervi
- Hervier, Antoine (* 1971), französischer Jazzmusiker (Piano, Orgel)
- Hervieu, Auguste (1794–1858), französischer Historien-, Porträt- und Genremaler sowie Illustrator
- Hervieu, Loup (* 2000), französischer Fußballspieler
- Hervieu, Paul (1857–1915), französischer Schriftsteller und Journalist
- Hervieux, Jacques François Édouard (1818–1905), französischer Mediziner
- Hervilly, Ernest d’ (1839–1911), französischer Journalist und Schriftsteller

### Hervo
- Hervo, Claude-Marie (1766–1809), französischer Brigadegeneral
- Hervorst, Hugo von († 1399), Generalvikar in Köln